# Besedilo
Besedilo je po  slovarja slovenskega knjižnega jezika z določenimi besedami izražena misel, vendar vsako besedno sporočilo še ni besedilo.
Mednje prištevamo le tista sporočila, ki imajo prepoznavno temo in namen, so sovisna in vsebinsko ter oblikovno zaokrožena.

## Vrste besedil

### Besedila glede na različna merila
- umetnostna in neumetnostna besedila
- govorjena in zapisana besedila
- subjektivna in objektivna besedila
- zasebna in javna besedila
- uradna in neuradna besedila

### Besedili glede na odziv naslovnika
- enogovorno in dvogovorno besedilo

### Besedila glede na namen
uradna 
neuradna 
zasebna
javna

#### Besedila, namenjena posamezniku
- praktičnosporazumevalna besedila
- uradovalna besedila

#### Besedila, namenjena javnosti
- strokovna besedila
  - poljudnoznanstvena besedila
- publicistična besedila

### Besedila glede na način razvijanja teme
- obveščevalna besedila
- opisovalna besedila
- pripovedovalna besedila
- razlagalna besedila
- utemeljevalna besedila